# Zastawa (Białowieża)
Zastawa – część wsi Białowieża w Polsce, położona w województwie podlaskim, w powiecie hajnowskim, w gminie Białowieża, na obszarze Puszczy Białowieskiej. Rozpościera się wzdłuż ulicy Pałacowej, na południowy zachód od centrum Białowieży.
Dawniej samodzielna wieś i gromada. Według spisu ludności z 30 września 1921 roku w dzielnicy Zastawa mieszkało 342 osób w 54 domach, 310 podało narodowość polską, 14 – białoruską, 2 – żydowską, 16 – inną narodowość. 11 osób było wyznania rzymskokatolickiego, 315 osób było wyznania prawosławnego, 1 – ewangelickiego, 15 – do wyznania mojżeszowego.
1 czerwca 1952 zniesiono istniejące od 1934 roku gromady Zastawa, Stoczek i Podolany (z Podolanami i Białowieżą), tworząc z nich wspólną gromadę o nazwie Białowieża.
W latach 1975–1998 Zastawa  administracyjnie należała do województwa białostockiego.
21 grudnia 1998 włączona do Białowieży.